# الأحكام التكليفية

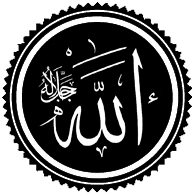

الأحكام التكليفية أو أحكام التكليف في أصول الفقه الإسلامي هي: الأحكام المستفادة من خطاب التكليف الشرعي المتعلق بفعل المكلف، بما يقتضي الفعل، أو الترك، أو التخيير بين الفعل والترك. ومعنى تكليف أي: إلزام بما فيه كلفة. والأحكام التكليفية الخمسة هي:
- فرض
- المندوب
- الحرام
- مكروه
- مباح

## الأحكام التكليفية
الأحكام التكليفية في علم أصول الفقه الإسلامي أحكام التكليف الشرعية، المتعلقة بالمكلف، وهي: المستفادة من خطاب التكليف الشرعي بما يقتضي: فعل المكلف، أو الترك أو التخيير باستواء الفعل والترك، فهذه ثلاثة أقسام يتفرع منها خمسة أحكام أساسية هي الأحكام التكليفية، وتتفرع هذه الأحكام الخمسة إلى أقسام فرعية باعتبارات أخرى.

### تقسيم الأحكام التكليفية
الأحكام التكليفية بحسب التعريف ثلاثة أقسام، تتفرع منها الأحكام التكليفية الخمسة كالتالي:
1. ما يقتضي الفعل إما
  1. على سبيل الإلزام وهو: الفرض
  2. بغير إلزام وهو: المندوب
2. ما يقتضي الترك إما
  1. على سبيل الإلزام وهو: الحرام
  2. بغير إلزام وهو: المكروه
3. ما يقتضي التخيير بين الفعل والترك وهو: المباح.

## الفرض
الفرض في أصول الفقه هو: «ما اقتضى الشرع فعله اقتضاءً جازما على سبيل الحتمية» وفي الفقه الإسلامي هو: ما يترتب على فعله الثواب، وعلى تركه العقاب، أو ما يثاب فاعله ويعاقب تاركه. مثاله: قول الله تعالى: 《وأقيموا الصلاة》 فإنه أمر بالصلاة، ومقتضاه: إلزام المكلف بالصلاة. ويختص الفرض بكونه يطلب على جهة الإلزام. ويسمى عند الجمهور: «فرضا، وواجبا، ولازما، أو محتما» خلافا للحنفية حيث أنهم يفرقون بين الفرض والواجب. وللفرض تقسيمات متفرعة بحسب المكلف به، أو بحسب الدليل، وغير ذلك.

### الفرق بين الفرض والواجب
الفرض والواجب واللازم والحتمي كلها بمعنى واحد عند علماء أصول الفقه. ولا فرق بينهما إلا في مواضع منها:
1. عند الحنفية الواجب هو: الفرض عملا لا علما.
2. الواجب في الحج هو: ما يلزم بتركه فدية.

### تقسيم الفرض بحسب المكلف به
الفرض بحسب المكلف به إما أن يكون متعلقا بعين المكلف، أو ببعض أفراده، فيحصل من هذا قسمان هما:

#### فرض عين
الفرض في اللغة: الإلزام، والتقدير، ويطلق على ما أوجبه الله تعالى على عباده. والفرض عند علماء أصول الفقه الإسلامي هو: «ما اقتضى الشرع فعله اقتضاءً جازما على سبيل الإلزام» ويحمل عند الإطلاق على: الفرض العيني أو ما يسمى: «فرض عين» وهو: ما لزم في الشرع الإسلامي فعله، لزوما تكليف على كل مكلف مثل: الصلوات الخمس، وصوم رمضان.

#### فرض كفاية
فرض الكفاية أو الفرض الكفائي في أصول الفقه هو: «كل مهم يقصد في الشرع تحصيله من غير اعتبار فاعله». ويعرف بأنه: اللازم لا على كل فرد بعينه، بل على مجموع أفراد المكلفين، على اعتبار أن حصول المطلوب يكفي بفعل البعض.

### تقسيم الفرض بحسب الدليل
دليل الفرض نوعان
1. دليل قطعي وهو: ما يدل على الفرضية باتفاق.
2. دليل ظني وهو: ما يدل على الفرضية، من غير إجماع على دلالته عليها. وهذا النوع يسمى في مذهب الحنفية واجبا أو «فرضا عمليا».

## المندوب
المندوب هو: هو ما طلب الشرع فعله طلبا غير جازم يثاب فاعله ولا يعاقب تاركه 
1. سنة مؤكدة بمعنى: المندوب الذي ورد في الشرع الحث على فعله، وتأكيده.
2. سنة عين بمعنى: المستحب فعله من كل مكلف بعينه وهو: المندوب عند الإطلاق.
3. سنة كفاية بمعنى: ما يستحب فعله للبعض، مثل: البدء بالسلام من جماعة.

### سنة مؤكدة
السنة المؤكدة هي: المطلوب في الشرع تحصيله على جهة الاستحباب، المقرون بمؤكدات شرعية تؤكده، ومن هذه المؤكدات:
1. وقوع الخلاف في وجوبه عينا أو كفاية مثل: صلاة العيدين وصلاة الوتر.
2. مواظبة النبي صلى الله عليه وسلم على فعله، مثل: صلاة الوتر والضحى.
3. ما يشرع فعله في جماعة مثل: صلاة العيدين.

## الحرام
الحرام أو المحرم أو المحظور هو: ما اقتضى الشرع تركه على سبيل الإلزام، ويترتب عليه أنه: «يثاب تاركه امتثالا، ويأثم فاعله»
مثال شرب الخمر والزنا وقتل النفس 

## المكروه
المكروه في اللغة:المبغوض وحده في: أصول الفقه هو: «ما اقتضى الشرع تركه من غير إلزام».وهو من حيث الحكم: «ما تركه أفضل من فعله» بمعنى: «مايمدح تاركه، ولا يذم فاعله» أو «ما يثاب تاركه امتثالا، ولا يأثم فاعله»

### أنواع الكراهة
تطلق الكراهة عند المتقدمين،  على التحريم. لكن هذا التعريف غير متفق عليه عند علماء أصول الفقه. حيث أن الكراهة تطلق على التنزيه، بمعنى: عدم التحريم لفعل المكروه. فمتى ما قيل مكروه؛ حمل على «كراهة التنزيه» عند الإطلاق. والكراهة بحسب الدليل نوعان:
1. كراهة تنزيه
2. كراهة تحريم

### خلاف الأولى
هو: فرع من المكروه تنزيها.

## المباح
المباح هو: ما يستوي فعله وتركه.

## كتب عن الأحكام التكليفية[5][6]
- اسم الكتاب:الحكم التكليفي في الشريعة الإسلامية

مؤلف المؤلف :محمد أبو الفتح البيانوني
- اسم الكتاب: التخيير عند الأصوليين وأثره في الحكم التكليفي

مؤلف الكتاب: أسامة الحموي
- اسم الكتاب: مانع الحكم عند الأصوليين وأثره في الفقه الإسلامي

مؤلف الكتاب: عبد الله محمد الصالح
- اسم الكتاب:الحيل في ضوء الأحكام التكليفية

مؤلف الكتاب: خالد بن محمد راتب
- اسم االكتاب: صيغ الأحكام التكليفية للبيوع من خلال الصحيحين

مؤلف الكتاب: مناهل أبو القاسم محمد أحمد بانقا